# Université technique d'Eindhoven
L'université technique d'Eindhoven (Technische Universiteit Eindhoven en néerlandais), aussi connue sous les noms de Eindhoven University of Technology, TU Eindhoven ou TU/e, est un institut de technologie public fondé en 1956 et situé à Eindhoven aux Pays-Bas.

## Histoire

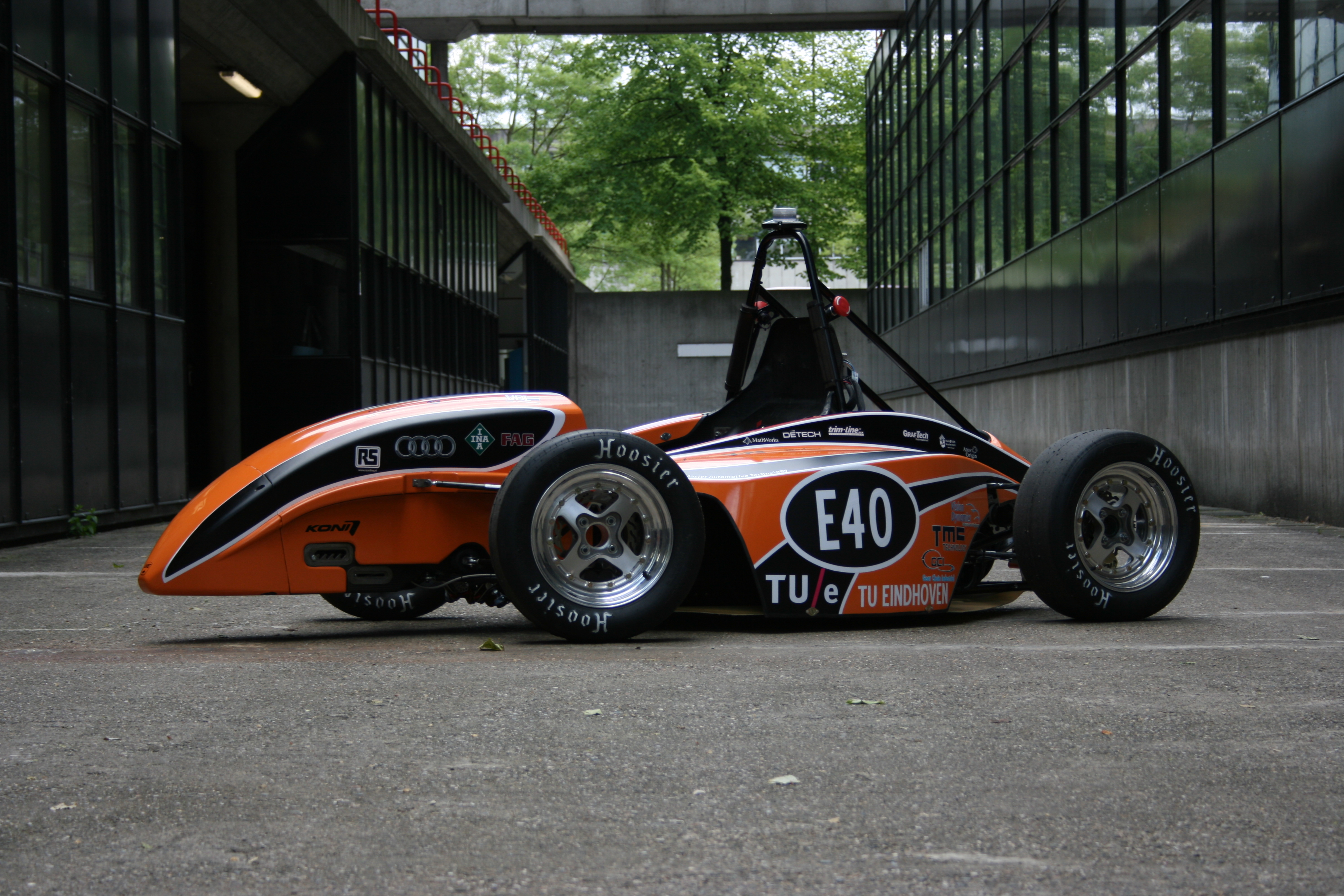
L'auto electrique Formula Student a été conçue et prototypée par 60 étudiants de l'université technique d'Eindhoven.

La Technische Hogeschool Eindhoven (THE) est une université fédérale, inaugurée le 23 juin 1956. Deuxième école d'ingénieur des Pays-Bas par ordre chronologique (bien après l'université de Delft, de 1842), les autorités l'ont implantée au cœur d'un vaste bassin industriel : elle bénéficie depuis des synergies avec les centres de recherches de grands groupes néerlandais tels Philips, ASML et DAF. Elle s'est d'abord fait une réputation dans le secteur automobile. Le campus se trouve en plein centre d'Eindhoven, au nord de la gare.
Un rapport de 2003 de la Commission européenne l'a classée au troisième rang des établissements de recherche universitaires, derrière Cambridge et Oxford, et ex æquo avec l'université technique de Munich.
L’université a noué plusieurs coopérations internationales comme le montre la conception du Brain Bridge, réalisé avec l'université du Zhejiang. Elle entretient depuis janvier 2011 des liens étroits avec l'université d'Utrecht.

## Infrastructures
Projet national de bibliothèque numérique : CERBERUS.

## TU/e Bachelor College
Le TU/e Bachelor College propose quinze programmes de premier cycle dans des domaines tels que l'architecture, l'ingénierie, le design industriel ou encore le management. À l'issue de trois ans d'études, les étudiants ayant complété l'un de ces programmes se voient décerner un Bachelor of Science (BSc).
L'enseignement se fait en néerlandais ou en anglais, selon le programme.

## TU/e Graduate School
La TU/e Graduate School propose des diplômes de deuxième et troisième cycle. Trois types de diplômes sont à distinguer :
- Le Master of Science (MSc) est un diplôme de deuxième cycle nécessitant deux ans d'études après un Bachelor ;
- Le Designer's Programme (PDEng) est un diplôme de troisième cycle nécessitant deux ans d'études après un Master ;
- Le Doctor of Philosophy (PhD) est un diplôme de troisième cycle nécessitant quatre ans d'études après un Master.

L'enseignement se fait intégralement en langue anglaise.

## Départements
L'université compte neuf départements :
- Génie biomédical ;
- Bâtiment ;
- Génie électrique ;
- Design industriel ;
- Génie chimique ;
- Physique appliquée ;
- Génie industriel et sciences de l'innovation ;
- Génie mécanique ;
- Mathématiques et informatique.

## Classements internationaux
L'université technique d'Eindhoven se classe 61e dans la catégorie Engineering and Technology dans le Times Higher Education World University Rankings de 2013-2014 et 51e dans la catégorie Engineering/Technology and Computer Science du classement de l'université  Jiao Tong de Shanghai de 2013.
L'université se distingue également par sa proximité avec l'industrie, se plaçant en tête du classement 2013 de Leyde (CWTS Leiden Ranking) en termes de proportion de publications co-rédigées avec un partenaire industriel. Un classement publié par Elsevier en 2009 nomme l'université technique d'Eindhoven parmi les vingt-cinq meilleurs centres de recherche dans le domaine des énergies nouvelles, au côté d'institutions telles que le MIT, Harvard, NREL ou encore le LANL.

## Professeurs connus

### Actuels
- Nicolaas Govert de Bruijn

### Anciens
- Jacobus van Lint
- Edsger Dijkstra
- Arjen Lenstra
- Wietse Venema